# Wieluń
Wieluń je mjesto u južnoj Poljskoj. Grad ima 27 000 stanovnika (2005.)

## Vanjske poveznice

### Ostali projekti
|  | Zajednički poslužitelj ima stranicu o temi Wieluń |